# Kopek

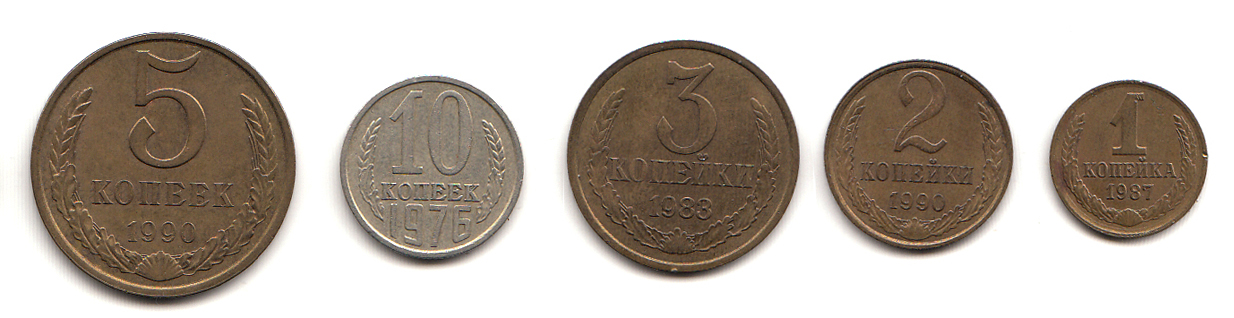
Kopekmynt från sovjettiden.

Kopek (ryska копейка), valutaenhet i Ryssland där den motsvarar 1/100 rubel.
Kopeken var 1535–1719 ett silvermynt, men slogs 1653–1663 och från 1701 i koppar. Fram till 1867 var kopeken ett värdemynt, och blev därefter ett skiljemynt motsvarande 1/100 rubel. Den har senare kommit att användas även i flera andra stater som tidigare ingick i Sovjetunionen, bl.a. Ukraina.